# Insurrección del 15 de Jordad

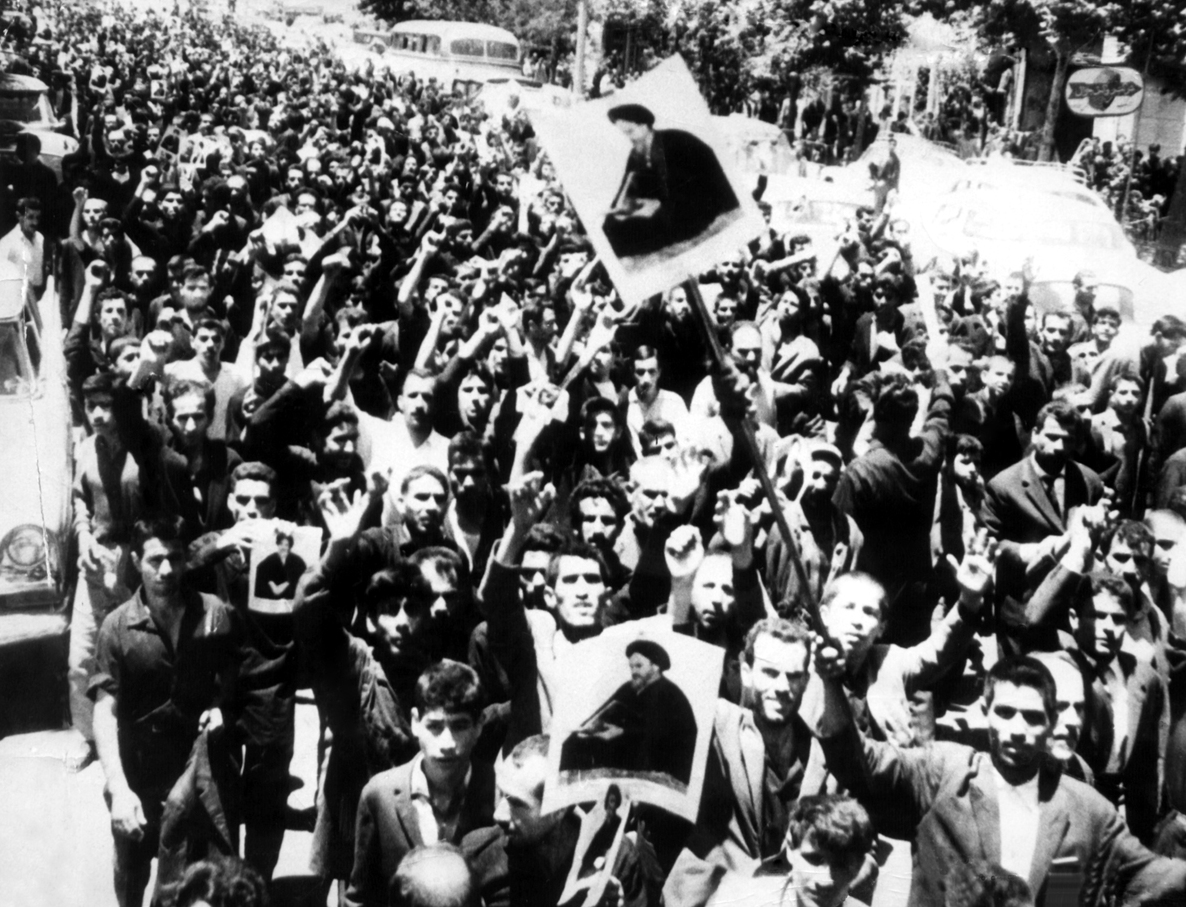
Manifestaciones del día 5 de junio de 1963 en Tehérán

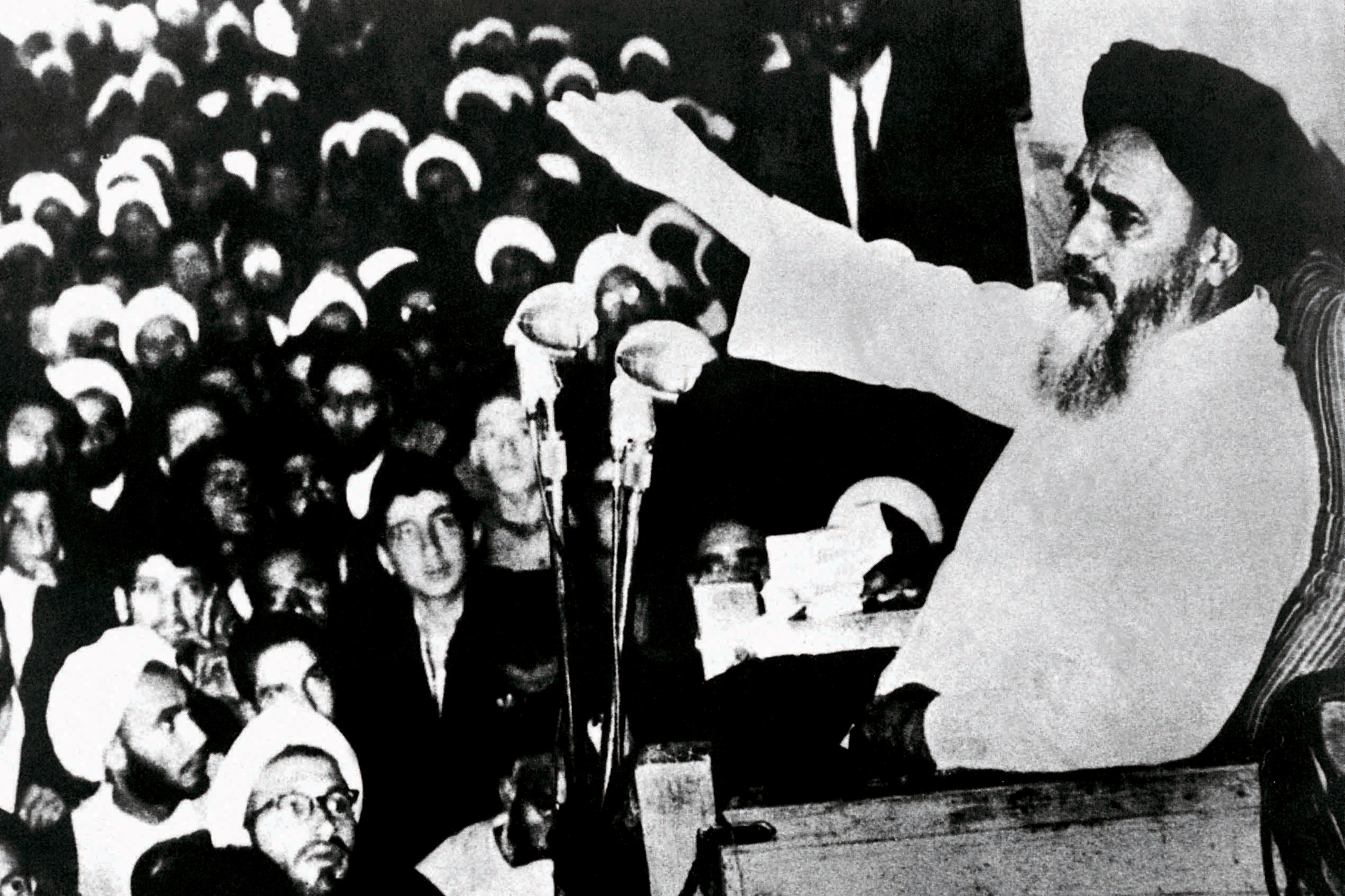
3 de junio de1963 un discurso por Ruhollah Jomeini- Escuela de Feyziyeh, Qom

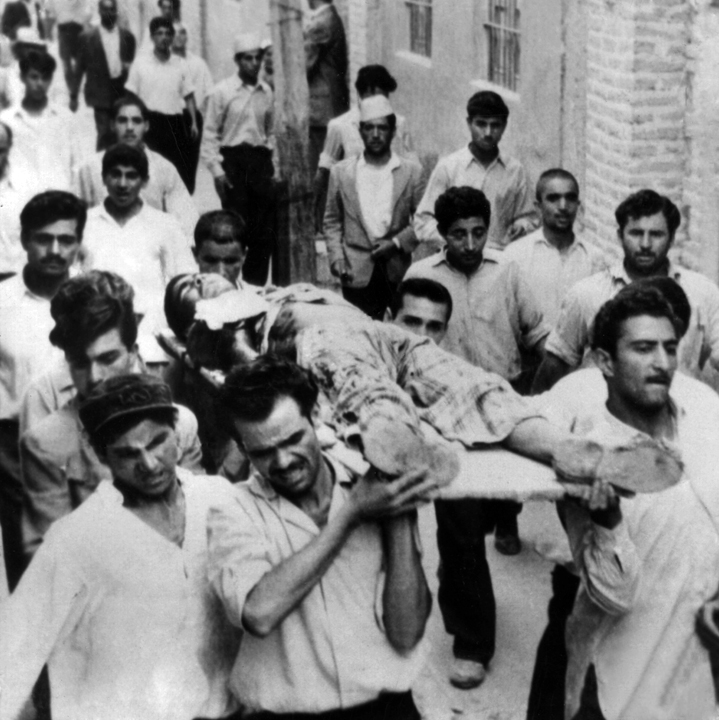
Día 15 de Jordad, gente de Qom llevan el cuerpo de una persona que se ha matado por el régimen de Sha

Las manifestaciones populares de principios de junio de 1963, más conocidas en Irán como las manifestaciones del 15 de jordad, fueron protestas contra la detención del ayatolá Jomeini después de que éste diera un discurso de condena contra el régimen de los Pahlavi e Israel. Este discurso lo dio el 3 de junio, día de la Ashura, y dos días después era detenido por la SAVAK. Cuando llegó a Qom la noticia de su detención, la población de esta ciudad reaccionó, y no tardó en producirse nuevas reacciones en otras ciudades como Shiraz, Mashad y Varamin. Manifestantes airados fueron reprimidos por las fuerzas del ejército y por las guardia del rey, y se decretó el toque de queda. El 6 de junio estos enfrentamientos acaban en derramamiento de sangre. Pishva, un pueblo cerca de Varamin, se convierte en un punto de referencia durante estas jornadas de disturbios pues varios cientos de sus habitantes parten hacia Teherán gritando proclamas y consignas. Soldados le impiden el paso cerca de un puente de la vía del ferrocarril, y entre los manifestantes y los soldados armados se produce una confrontación que se salda con cientos de víctimas mortales.
Hay quienes consideran que el verdadero inicio de la Revolución islámica del 1978-9 fueron las revueltas del 15 de jordad. El Prólogo de la Constitución de la República islámica de Irán reza lo siguiente: “Las violentas protestas del Imán Jomeini contra el complot americano de la llamada “Revolución Blanca”, que representaba un paso en la constitución de los fundamentos del régimen despótico y del reforzamiento de los vínculos políticos, culturales y económicos de Irán al imperialismo mundial, fue el factor determinante del movimiento unánime de la nación. Posteriormente, la grandiosa y sangrienta revolución de la Nación (Umma) Musulmana en Jordad de 1342, marcó en realidad el punto de partida de este levantamiento majestuoso y extenso, y consolidó la posición central del Imán como líder islámico. A pesar de su exilio en el extranjero, tras su protesta contra la vergonzosa ley de las capitulaciones (inmunidad de los consejeros norteamericanos), persistieron los poderosos lazos entre la Umma y el Imán prosiguiendo dentro de la lucha. La nación musulmana, sobre todo los intelectuales comprometidos y el clero combatiente, continuaron su camino entre el exilio y la prisión, la tortura y las ejecuciones”.